# Dalbergia lastoursvillensis
Dalbergia lastoursvillensis är en ärtväxtart som beskrevs av François Pellegrin. Dalbergia lastoursvillensis ingår i släktet Dalbergia, och familjen ärtväxter. Inga underarter finns listade i Catalogue of Life.